# Prova super speciale

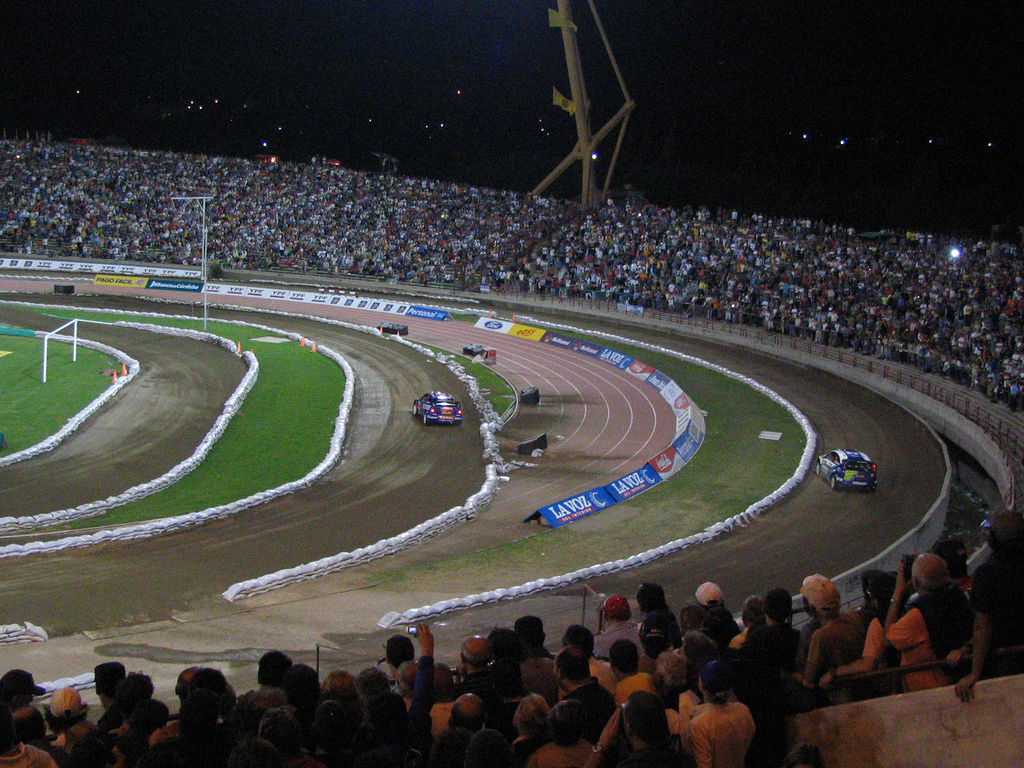
Una Prova Super Speciale tenutasi durante il Rally d'Argentina 2006

La Prova Super Speciale (in inglese Super Special Stage, abbreviata con SSS) è una particolare prova speciale che si disputa su percorsi molto brevi e su tracciati realizzati ad hoc come arene, stadi o più in generale circuiti chiusi a prescindere dalla lunghezza. Solitamente i piloti si affrontano a due a due nello stesso momento partendo da punti diversi del tracciato e scambiandosi le corsie una volta giunti a metà percorso. Sono prove per lo più volte allo spettacolo e hanno una minima rilevanza nelle sorti della competizione vista la brevità del percorso di gara.

## Sedi principali
- Rally d'Argentina: SSS Parque Tematico, Córdoba. SSS Estadio Monumental, Buenos Aires.
- Rally di Francia-Alsazia: SSS Haguenau, Haguenau.
- Rally di Germania: SSS Circus Maximus Trier, Treviri.
- Rally del Messico: SSS Autódromo de León, León.
- Rally della Nuova Zelanda: SSS Auckland Domain, Auckland.
- Rally di Polonia: SSS Mikołajki Arena, Mikołajki.
- Rally del Portogallo: SSS Lousada, Lousada. SSS Estádio Algarve, Faro.
- Rally di Svezia: SSS Karlstad, Karlstad.